# Rostock Friedrich-Franz-Bahnhof

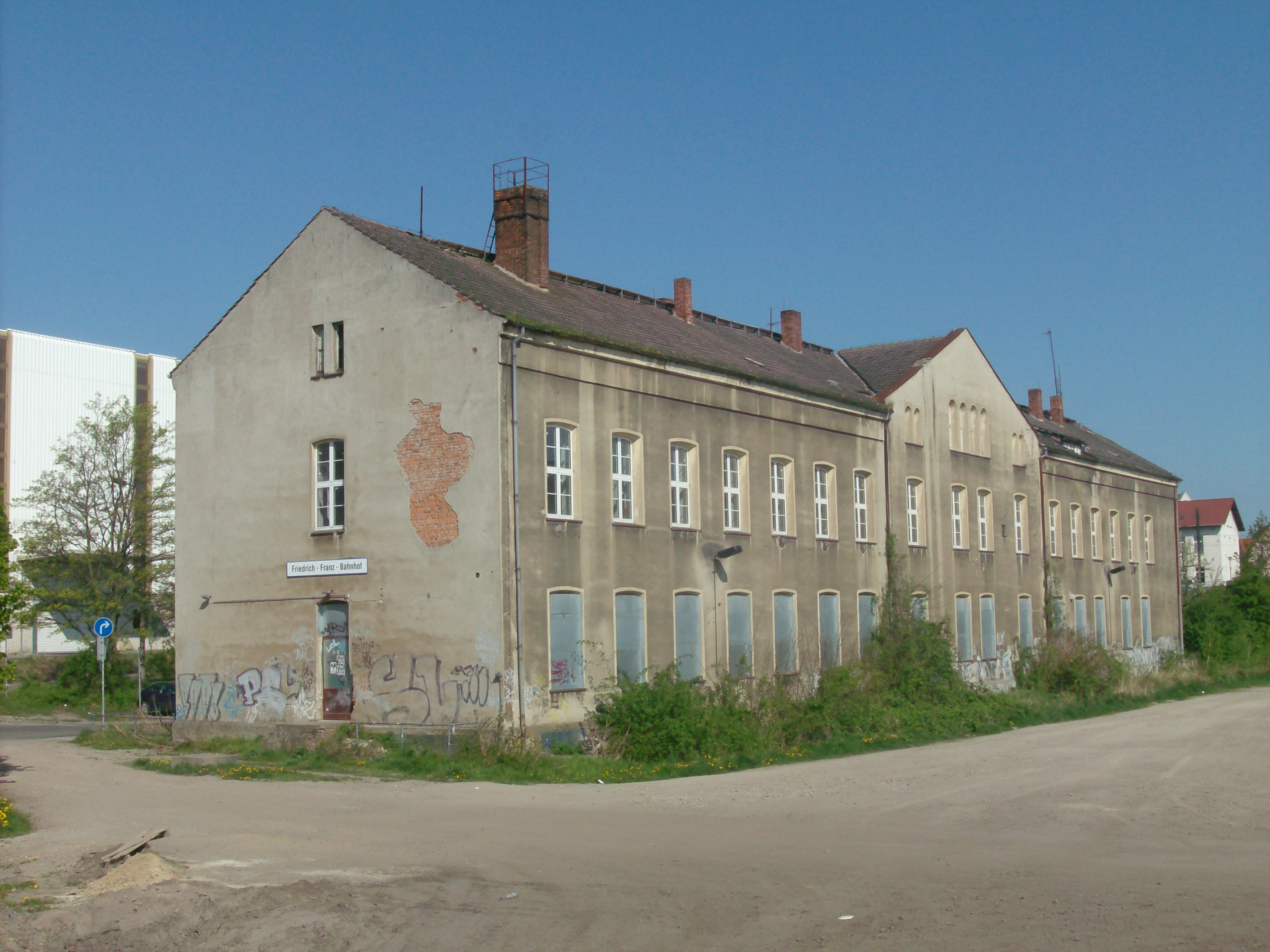
Zustand des Empfangsgebäudes im April 2008 mit Stationsschild von 1994

 Der Friedrich-Franz-Bahnhof war der erste Bahnhof der Hansestadt Rostock und lag am Rande der Altstadt. Mit dem Bau des heutigen Hauptbahnhofs verlor er an Bedeutung. 1905 wurde der Personenverkehr eingestellt, seitdem blieb der Friedrich-Franz-Bahnhof bis 1996 als Rostock Güterbahnhof in Betrieb. Anfang der 2000er Jahre wurden die Bahnanlagen abgebaut.

## Lage
Der Bahnhof lag am südöstlichen Rand der Rostocker Innenstadt, in der Nähe von Steintor und Nikolaikirche, nur wenige Meter von der Warnow entfernt. Die Bahnstrecke Bad Kleinen–Rostock erreichte den Bahnhof parallel zum Fluss von Süden her. Betrieblich bestand der Bahnhof aus zwei Teilen, einem nördlichen (bis in die 1990er als Rg abgekürzt) und einem südlichen (Rgs). Der nördliche Teil erstreckte sich von der Ernst-Barlach-Straße etwa einen Kilometer in Richtung Süden bis zur Bahnstrecke Stralsund–Rostock die Trasse der Friedrich-Franz-Eisenbahn. Dort gab es Verbindungskurven in Richtung Stralsund und Rostock Hauptbahnhof. Der südliche Teil, der aus vier Gleisen bestand, lag weiter in Richtung Abzweig Dalwitzhof, wo die Bahnstrecke Neustrelitz–Warnemünde kreuzte. Auch dort entstanden Verbindungskurven.
Am nördlichen Bahnhofsende begann die Hafenbahn, die durch die Grubenstraße zum Rostocker Stadthafen führte.

## Geschichte

### Friedrich-Franz-Bahnhof (bis 1905)

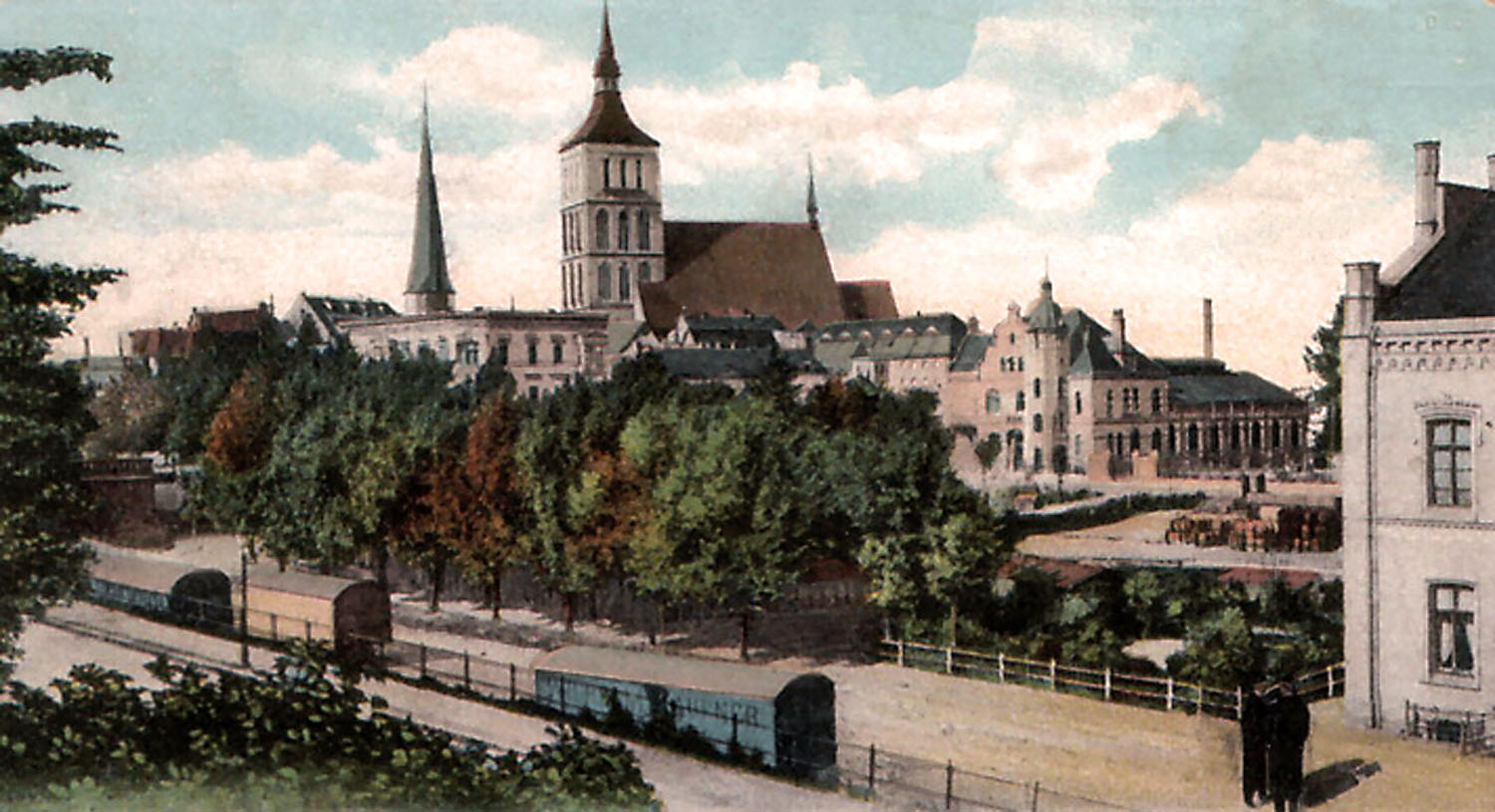
Blick über den Friedrich Franz Bahnhof in Richtung Altstadt. Das Empfangsgebäude ist am rechten Bildrand zu sehen (1906).

Der Bahnhof wurde mit dem Bau der Bahnstrecke aus Bad Kleinen am 13. Mai 1850 angelegt, so nahe wie möglich am Stadtkern. Zu Ehren des mecklenburgischem Großherzogs
Friedrich Franz II. erhielt er den Stationsnamen Friedrich-Franz-Bahnhof. Das Bahnhofsgebäude ging erst 1853 in Betrieb. Im gleichen Jahr wurde auch die Güterstrecke zum Stadthafen eröffnet, zeitgleich entstanden südlich des Empfangsgebäudes ein Stückgutboden auf der Westseite der Gleise, eine Ladestraße auf der Ostseite der Gleise und ein Bahnbetriebswerk (später Bahnbetriebswagenwerk) mit einem 8-ständigen Ringlokschuppen.
Mehr als 30 Jahre nach Eröffnung des Bahnhofes folgte 1883 mit der Wismar-Rostocker Eisenbahn die zweite Bahnstrecke Rostocks. 1889 kam die Bahnstrecke Stralsund–Rostock hinzu. Als Folge des Baus beider Strecken wurden die Gleisanlagen entsprechend erweitert und umgebaut.
Unterdessen war 1886 die Bahnstrecke Neustrelitz–Warnemünde (Lloydbahn) fertiggestellt worden, mit der eine Verbindung von Berlin über Neustrelitz zur Ostsee nach Warnemünde entstand. Für die Weiterführung nach Warnemünde lag der Friedrich-Franz-Bahnhof recht ungünstig. Die Lloydbahn bekam deswegen einen eigenen Bahnhof, Lloydbahnhof genannt, den heutigen Rostocker Hauptbahnhof. 1894 ging auch die Lloydbahn in der 1889/90 als mecklenburgische Staatsbahn gebildeten Mecklenburgischen Friedrich-Franz-Eisenbahn (M.F.F.E.) auf. Die neue Gesellschaft hatte fortan sowohl im Personen- als auch im Güterverkehr zwei große Bahnhöfe in Rostock zu betreiben. Für die Übernahme des Gesamtverkehrs war der Friedrich-Franz-Bahnhof zu klein, zudem hatte der Lloydbahnhof als Durchgangsbahnhof betriebliche Vorteile. Mitte der 1890er Jahre gab es lange Debatten zwischen den verschiedenen Kreisen über die „Rostocker Bahnhofsfrage“.
Am 22. November 1894 beschloss der Landtag in Malchin, den Personenverkehr künftig über den Lloydbahnhof (seit 1896 Central-Bahnhof genannt) und den Güterverkehr über den Friedrich-Franz-Bahnhof abzuwickeln. Insgesamt tat die Entwicklung dem Reiseverkehr nach Rostock gut. Wurden 1890 auf dem späteren Central-Bahnhof 14.769 und auf dem Friedrich-Franz-Bahnhof 196.232 Reisende gezählt, waren es 1899 503.651 Reisende auf dem Central-Bahnhof und 2.289 auf dem Friedrich-Franz-Bahnhof. Die wenigen Reisenden dort stammten aus den Zügen aus Stralsund, die wegen der zunächst fehlenden Direktverbindung erst nach Fahrtrichtungswechsel im Friedrich-Franz-Bahnhof den Central-Bahnhof erreichten.
1905 wurde die Überführung der Stralsunder Strecke über die Trasse zum Friedrich-Franz-Bahnhof fertiggestellt und der Personenverkehr über den Friedrich-Franz-Bahnhof endgültig eingestellt.

### Güterbahnhof
Der Friedrich-Franz-Bahnhof blieb fortan als Güterbahnhof in Betrieb. 1910 wurde er offiziell in Rostock Güterbahnhof (amtliche Schreibung seit den 1930er Jahren Rostock Gbf) umbenannt. 1924 wurde er mit drei mechanischen Stellwerken der Bauart Stahmer ausgerüstet, ein viertes entstand in Dalwitzhof.
1943 brannte das Empfangsgebäude nach einem Bombenangriff aus und wurde ohne den einstigen architektonischen Formenreichtum wieder aufgebaut.
In den 1960er Jahren entstand mit dem Bau des Überseehafens Rostock dort ein großer Güter- und Rangierbahnhof. Der innerstädtische Güterbahnhof blieb noch weiter in Betrieb, auch wenn bereits in den 1980er Jahren Überlegungen zur Einstellung der Hafenbahn zum Stadthafen gemacht wurden. Seine Bedeutung hatte jedoch deutlich nachgelassen. 1975 wurden 54 Kilotonnen Güter versendet und 790 Kilotonnen empfangen, beim Bahnhof Überseehafen lagen die entsprechenden Zahlen bei 7.501 und 1.484 Kilotonnen; im Bahnhof Bramow bei 170 bzw. 1.731 Kilotonnen. 1985 erreichte die elektrische Fahrleitung Rostock, auch der Güterbahnhof wurde elektrifiziert.

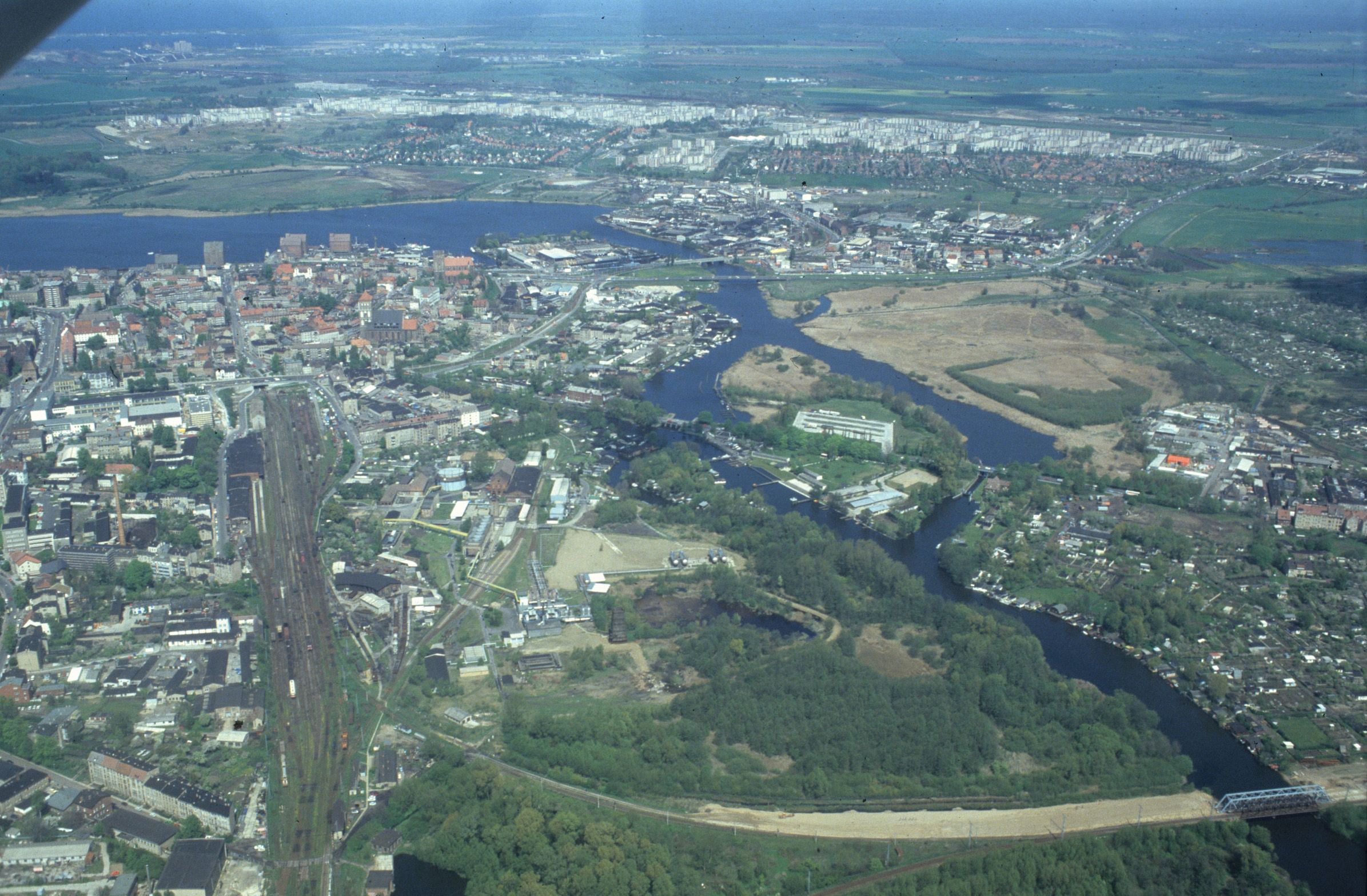
Gleisanlagen des Friedrich-Franz-Bahnhofs (links) im Jahr 1991

Nach der Wende in der DDR ging der Güterverkehr deutlich zurück, die Hafenbahn wurde Mitte der 1990er Jahre eingestellt und die Bedeutung des Güterbahnhofs nahm rapide ab. 1996 wurde der Verkehr auf dem Güterbahnhof endgültig eingestellt.
Bereits zu DDR-Zeiten gab es Bestrebungen im Bereich des Friedrich-Franz-Bahnhof einen innenstadtnahen S-Bahn-Haltepunkt Ernst-Barlach-Straße zu errichten. Diese Planungen wurden in den 1990er Jahren wieder aufgenommen. Im Rahmen des Rostocker Nahverkehrstags 1994 wurden die S-Bahn-Züge aus Warnemünde dorthin verlängert. Der Bahnhof erhielt für diesen Anlass wieder seinen alten Namen „Friedrich-Franz-Bahnhof“.
Nach 2000 zerschlugen sich auf Betreiben der Deutschen Bahn diese Pläne.
Im Rahmen des zweigleisigen Ausbaus der Strecke nach Stralsund im Jahre 2001 ersetzte ein Damm die Brücke über die Südanbindung des Bahnhofes, die damit unterbrochen wurde. Anfang der 2000er Jahre wurden die Gleisanlagen des Bahnhofes nach und nach abgebaut. Auch einige Hochbauten, darunter fast alle Stellwerke, wurden abgerissen oder fielen einem Brand zum Opfer.

## Heutige Situation

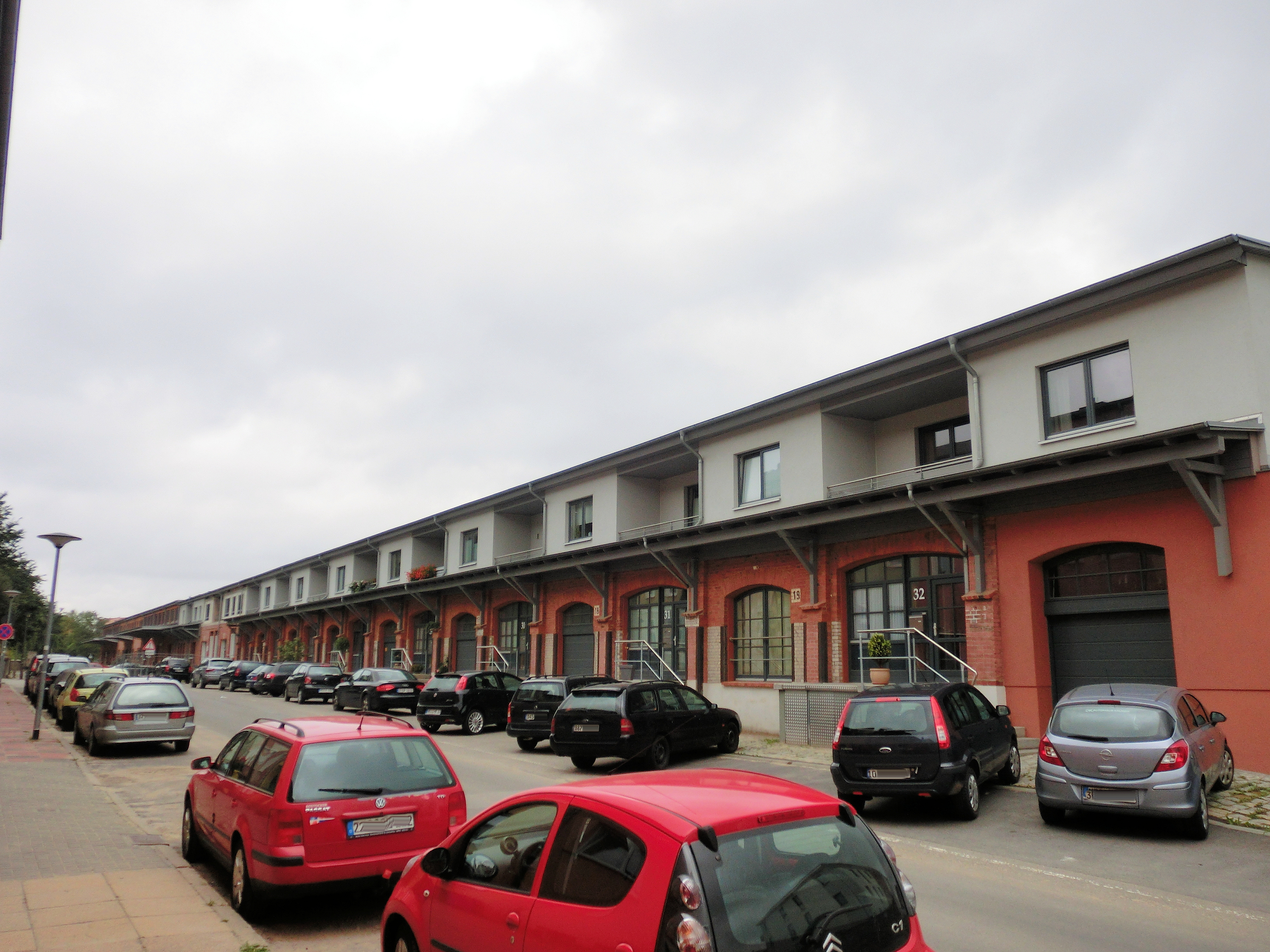
Umgebauter Güterboden an der Bahnhofstraße

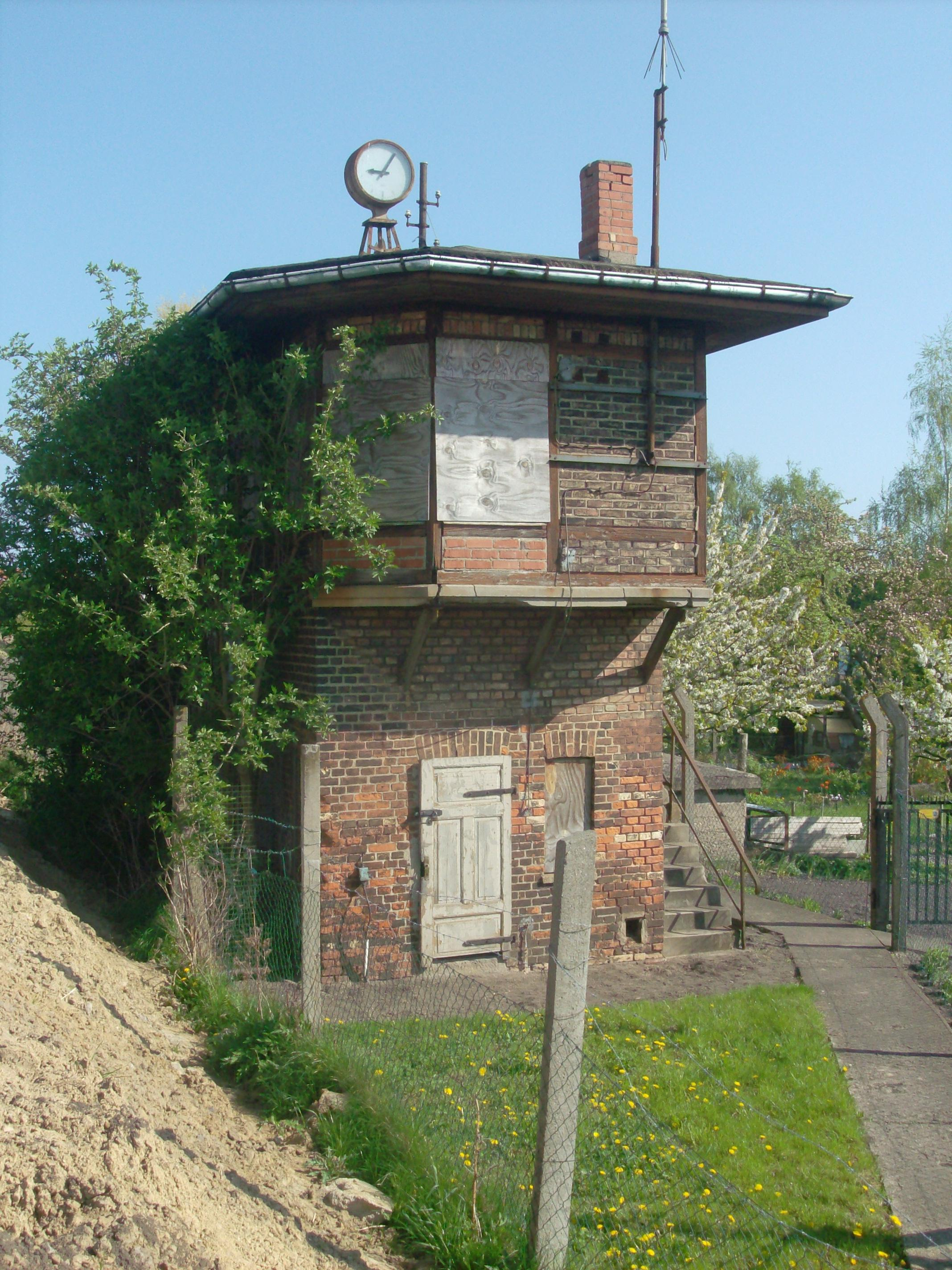
Ehemaliges Stellwerk W3

Die Gleise und sonstigen Anlagen sind sämtlich demontiert. Erhalten sind das Empfangsgebäude, das Stellwerk W3 und das Gebäude des Ringlokschuppens.
Im Empfangsgebäude des Bahnhofs wurde eine Seniorenresidenz eingerichtet, die 2009 eröffnet wurde.
Der unter Denkmalschutz stehende Güterboden wurde parzelliert und zu Wohnungen ausgebaut.
Das Bahnhofsareal zwischen Ernst-Barlach- und Talstraße ist mit modernen Stadthäusern bebaut und ein zentrumsnahes Wohnviertel geworden.(Stand Juli 2015)
Ein Investor plante, den denkmalgeschützten Lokschuppen abzureißen, um dort Wohnungen zu errichten. Das wurde von der Denkmalbehörde abgelehnt.
Der Lokschuppen ist inzwischen zu Wohnungen umgebaut worden.
Die Straßennamen Bahnhofstraße, Am Güterbahnhof und Beim Lokschuppen erinnern noch an den einstigen Bahnhof.

## Belege
1. 1 2  Schultz, Wilhelm, Pfafferott
2. ↑  Kursbuch 1905
3. ↑  Zeitung des Vereins deutscher Eisenbahnverwaltungen, Band 50 (1910), S. 261.
4. 1 2  Schultz,130 Jahre..., S. 10
5. ↑  Schultz, 130 Jahre..., S. 31
6. ↑  Eine schöne Vision ist beerdigt- in Norddeutsche Neueste Nachrichten, 3. Mai 2001.
7. ↑  Bahn-Report, 4/2008, S. 42
8. ↑  Ostsee-Zeitung, 22. Mai 2012